# اچ‌کی‌دی تی-۶۶۹
اچ‌کی‌دی تی-۶۶۹ (انگلیسی: ČKD T-669 diesel locomotive) یک لوکوموتیو دیزلی ساخت شرکت اچ‌کی‌دی است.
این لوکوموتیو مابین سال‌های ۱۹۶۸ تا ۱۹۹۰ تولید میشده است دارای ۶ سیلندر، ۱۱۵ تن وزن و سرعت نهایی ۹۰ کیلومتر در ثانیه می‌باشد. کشورهای چکسلواکی، شوروی، لهستان، آلبانی، هند، عراق و سوریه از استفاده کنندگان لوکوموتیو تی-۶۶۹ بوده‌اند.

## نگارخانه

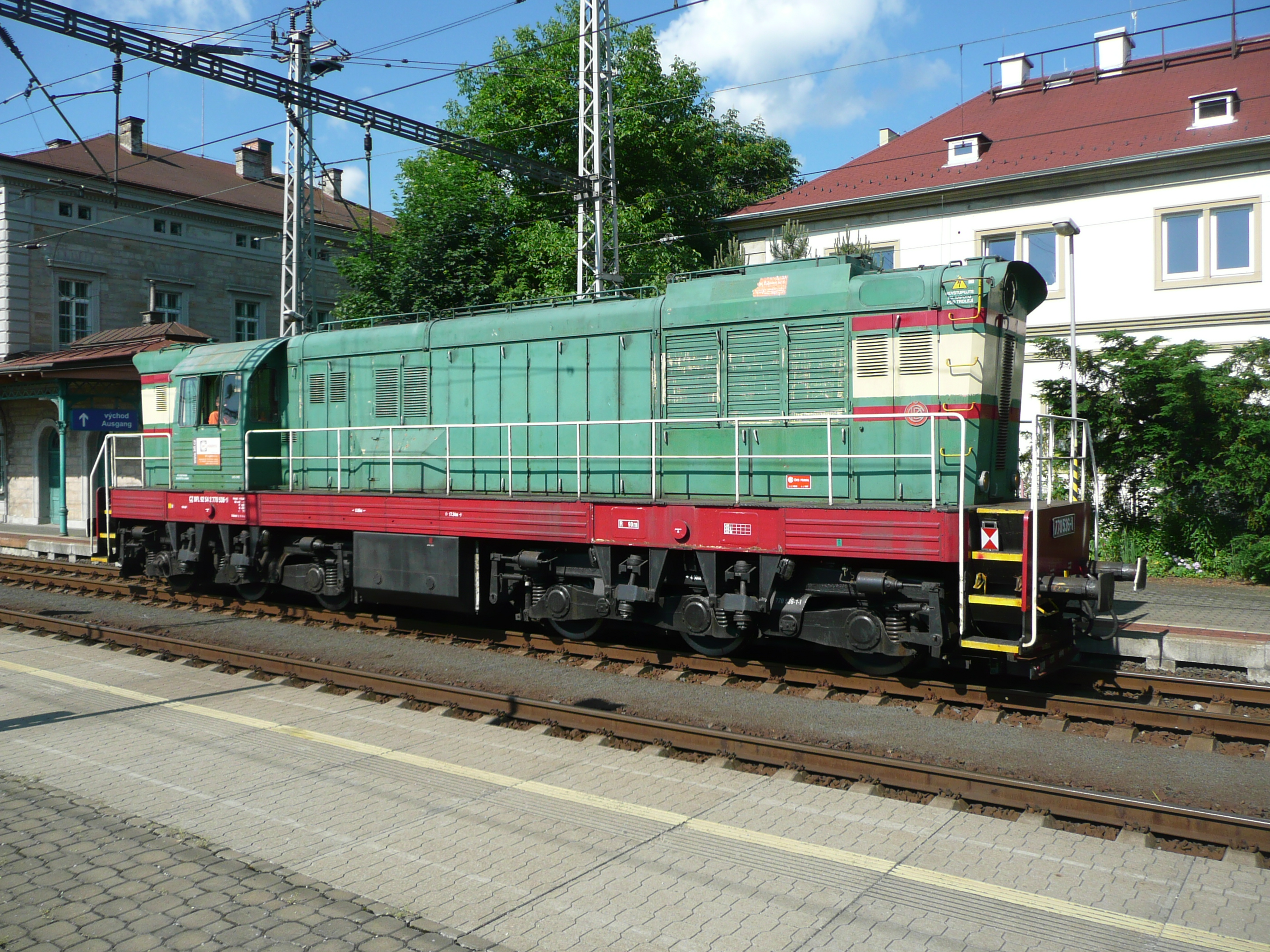
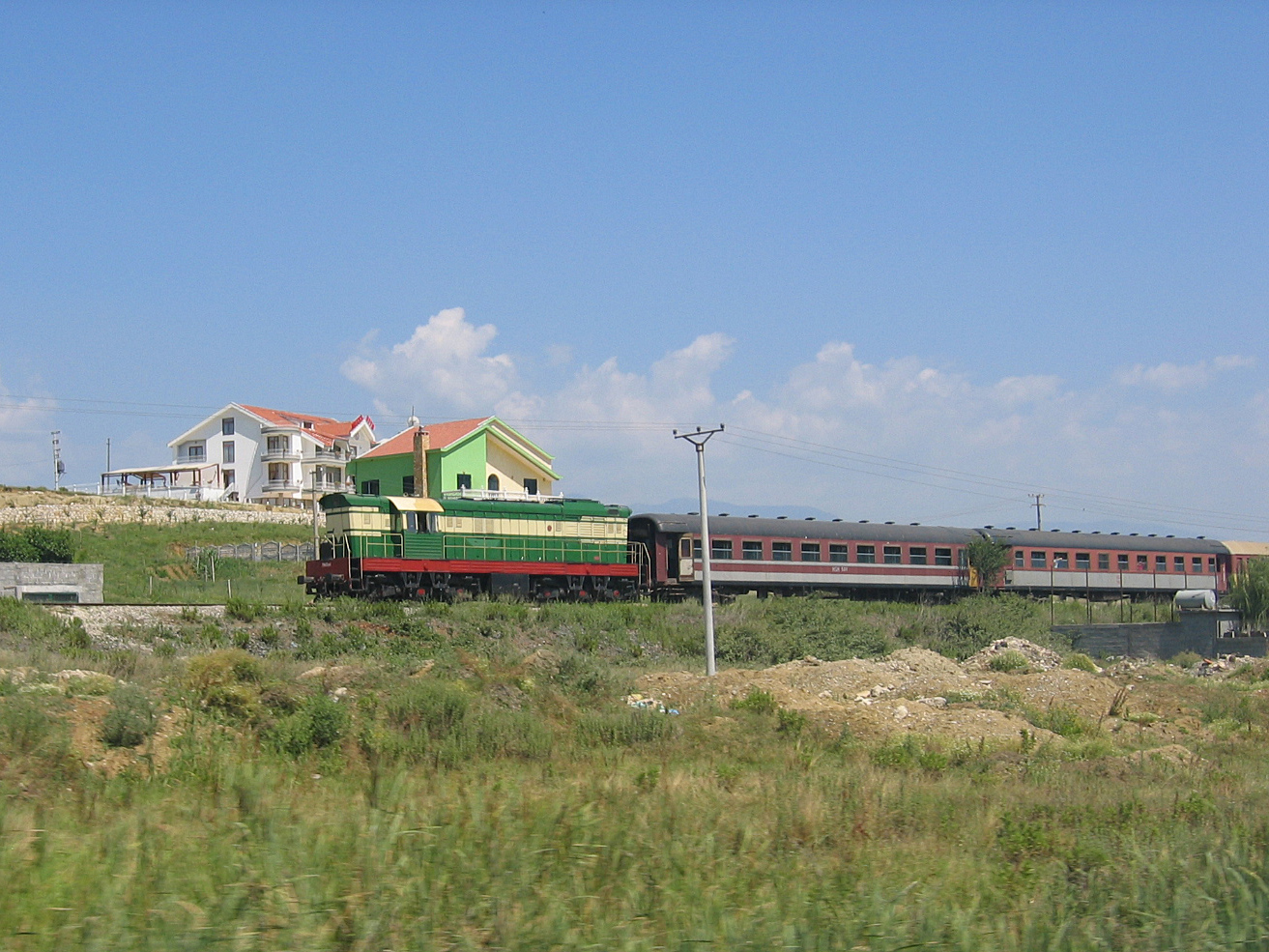
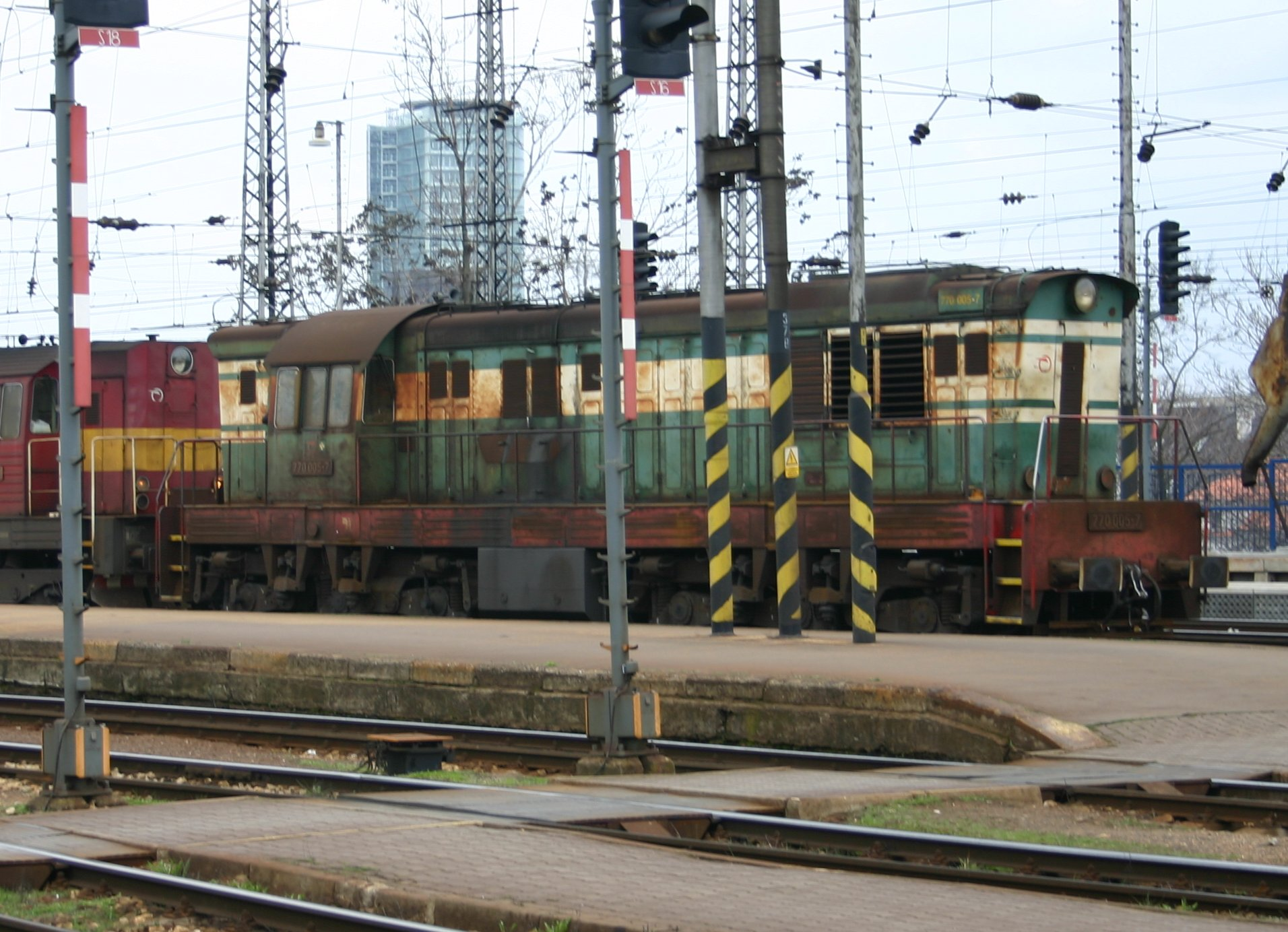
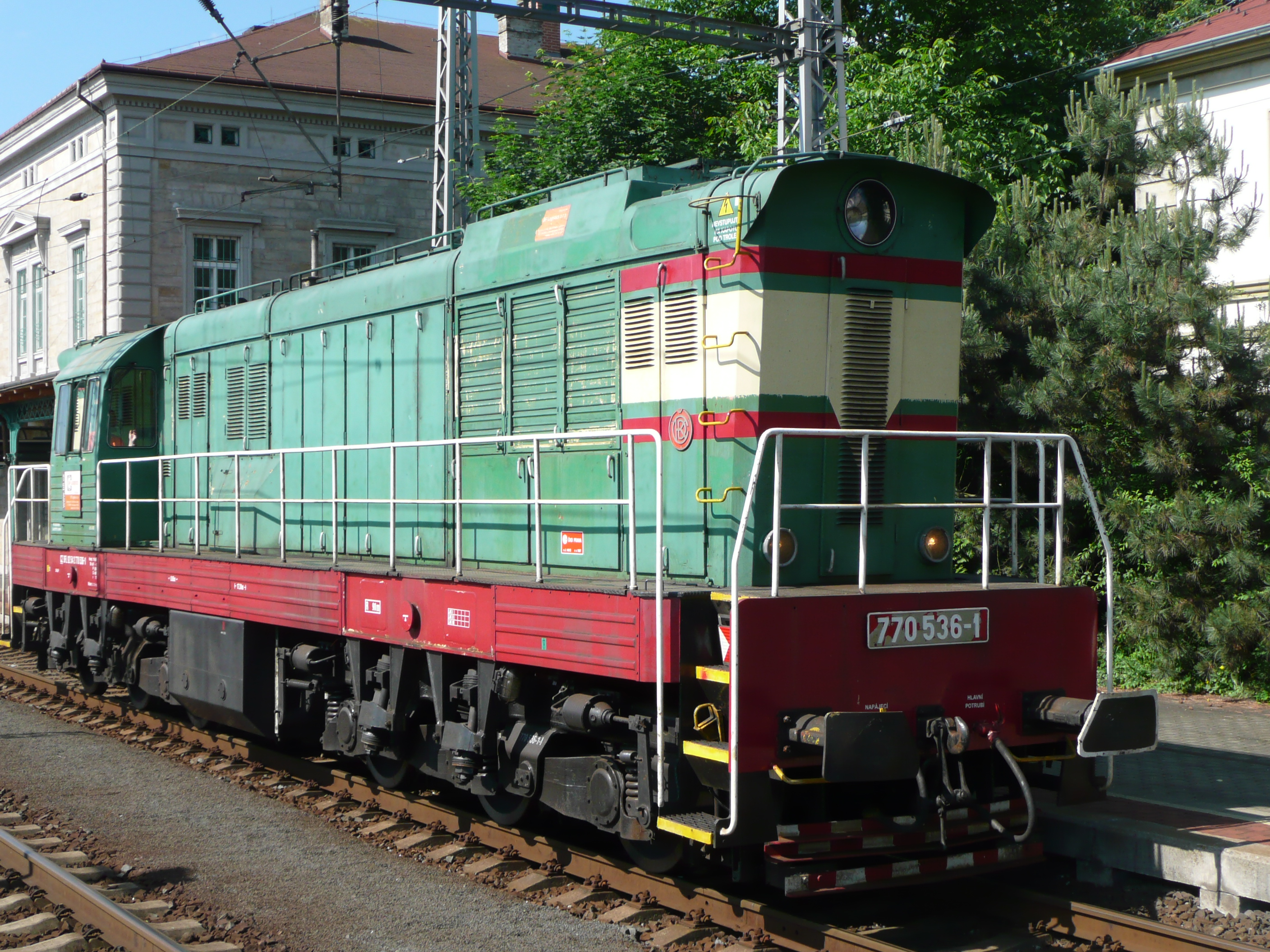
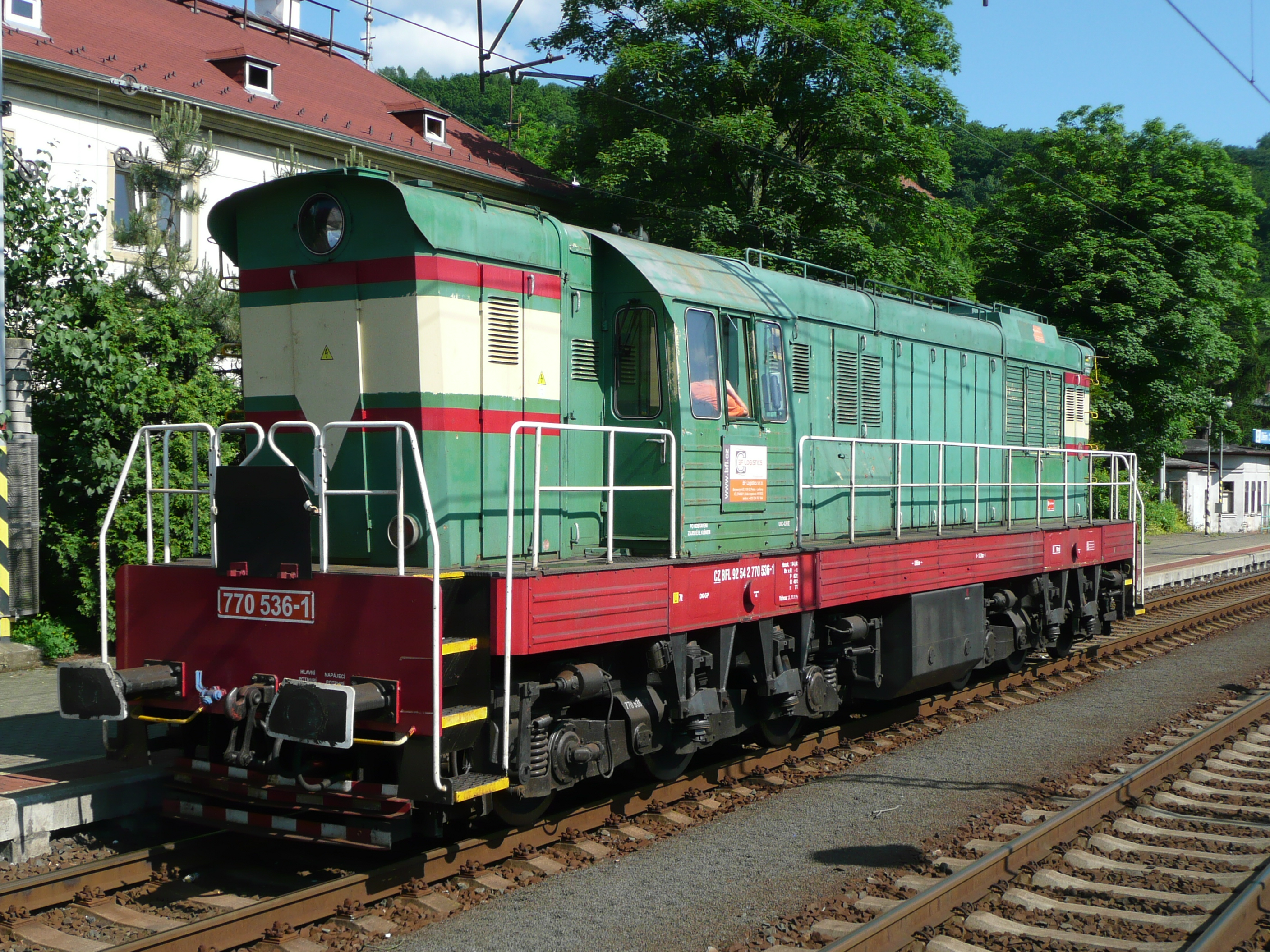